# Szind veréb
A szind veréb (Passer pyrrhonotus) a madarak osztályának verébalakúak (Passeriformes)  rendjébe és a verébfélék (Passeridae) családjába tartozó faj.

## Rendszerezése
A fajt Edward Blyth angol zoológus írta le 1845-ben.

## Előfordulása
Ázsiában, Afganisztán, India, Irán és Pakisztán területén honos. Természetes élőhelyei a szubtrópusi vagy trópusi füves puszták, szavannák és cserjések, mocsarak, folyók és patakok környékén. Állandó, nem vonuló faj.

## Megjelenése
Testhossza 13 centiméter.

## Természetvédelmi helyzete
Az elterjedési területe rendkívül nagy, egyedszáma pedig stabil. A Természetvédelmi Világszövetség Vörös listáján nem fenyegetett fajként szerepel.